# Dýšina
Dýšina is een Tsjechische gemeente in de regio Pilsen (regio), en maakt deel uit van het district Plzeň-město.
Dýšina telt 1577 inwoners (2006).
Dýšina ·
Chrást ·
Chválenice ·
Kyšice ·
Letkov ·
Lhůta ·
Losiná ·
Mokrouše ·
Nezbavětice ·
Nezvěstice ·
Plzeň ·
Starý Plzenec ·
Šťáhlavy ·
Štěnovický Borek ·
Tymákov